# Colwyn Bay
Pour les articles homonymes, voir Colwyn.
Colwyn Bay est une ville balnéaire du pays de Galles située sur les rives de la mer d'Irlande. Elle est la 2e plus importante communauté du nord du pays de Galles et la 16e de la nation entière.

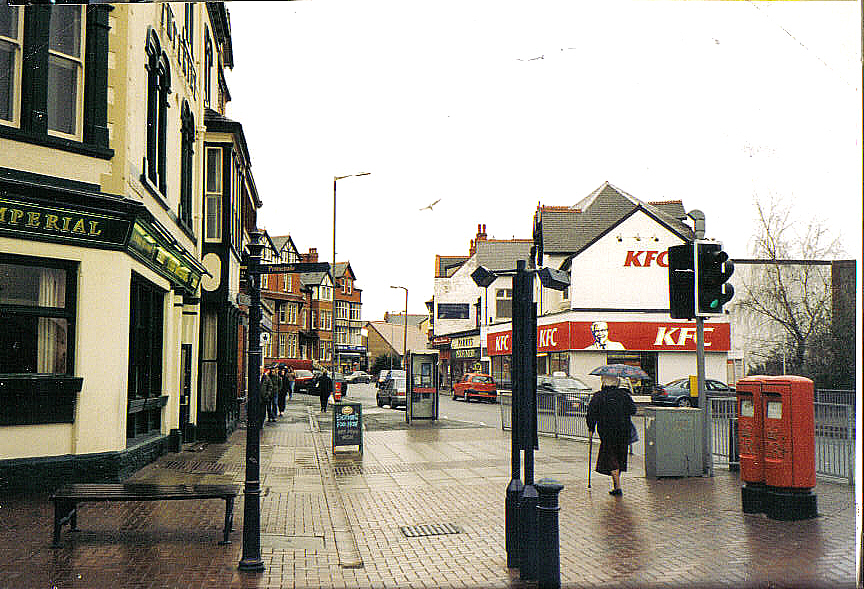
Colwyn Bay au début des années 2000

En 2001, sa population était de 30 742 habitants.
Deux acteurs y ont vu le jour : Terry Jones, un des membres des Monty Python, et Timothy Dalton, qui a incarné James Bond à deux reprises.

## Traduction
- (en) Cet article est partiellement ou en totalité issu de l’article de Wikipédia en anglais intitulé « Colwyn Bay » (voir la liste des auteurs).